# Dapper Dan
«Dapper-Dan» es una canción interpretada por el cantante estadounidense Michael Jackson, incluida como la décima pista en su cuarto álbum de estudio, Forever, Michael, lanzado el 16 de enero de 1975 bajo el sello discográfico Motown Records. La canción fue escrita por Leon Ware y T-Boy Ross, mientras que Ware también se encargó de su producción. Dapper-Dan es un ejemplo del sonido soul sofisticado y melódico que caracterizó esta etapa de la carrera de Jackson y resalta su transición hacia una madurez artística más completa. Es más conocida entre las canciones del álbum (y probablemente de la discográfica de Jackson en Motown) por ser una de las primeras de Michael Jackson en ser de género disco.

## Composición y grabación
La canción fue escrita en 1974, año en el que Jackson, a sus 16 años, ya comenzaba a mostrar una evolución vocal significativa, alejándose de la imagen juvenil y adolescente que había marcado sus primeros éxitos con The Jackson 5. La composición estuvo a cargo de Leon Ware, un reconocido compositor y productor en el ámbito del R&B y el soul, conocido por su trabajo con artistas de Motown como Marvin Gaye y Diana Ross. Dapper-Dan refleja la influencia del funk y el soul sofisticado, que Ware integraba a menudo en sus producciones, manteniendo un equilibrio entre melodías románticas y ritmos pegajosos.
La grabación se realizó a finales de 1974 en los estudios de Motown en Los Ángeles. El arreglo instrumental destaca por su uso de guitarras rítmicas, cuerdas exuberantes y una sección de vientos que le otorgan una atmósfera rica y dinámica.

## Estructura musical
Dapper-Dan se caracteriza por una estructura musical que fusiona el soul clásico con toques de funk y elementos de la emergente música disco de mediados de los 70. La canción está en la tonalidad de sol mayor (G mayor), una elección que refuerza la naturaleza alegre y animada del tema. La progresión armónica sigue un patrón de acordes sencillo, pero efectivo, que permite destacar la interpretación vocal de Jackson. Aparte de sus géneros más reconocibles como el soul, R&B, pop y funk, también se encuentran géneros tales como la balada, el blue-eyed soul, el adult contemporary y el disco.
La letra de la canción describe a un personaje llamado "Dapper-Dan", una figura encantadora y segura de sí misma, que simboliza la juventud, el estilo y la energía. La temática de la canción tiene un enfoque lúdico, algo diferente a las baladas más introspectivas del álbum, como One Day in Your Life o Dear Michael.

## Recepción
Aunque Dapper-Dan no fue lanzada como sencillo, la canción recibió críticas favorables por parte de la prensa especializada, que destacó la interpretación energética de Jackson y su capacidad para adaptarse a diferentes estilos dentro del R&B. La revista Rolling Stone elogió la producción de Leon Ware, describiendo la canción como "un tema pegajoso que captura la transición del soul tradicional hacia la vibrante música disco que marcaría la segunda mitad de la década".

## Impacto y legado
Aunque no se destacó comercialmente, Dapper-Dan ha sido apreciada en retrospectiva como una de las pistas más dinámicas de Forever, Michael. Representa el intento de Motown por experimentar con el sonido de Michael Jackson y alejarlo de la imagen juvenil con la que había sido identificado durante sus años con The Jackson 5.
El álbum Forever, Michael en su conjunto fue un punto de inflexión en la carrera de Jackson, y aunque su éxito fue modesto en comparación con sus trabajos posteriores, canciones como Dapper-Dan ayudan a ilustrar el desarrollo de Jackson como intérprete y su habilidad para adaptarse a distintos géneros. Algunos críticos ven esta pista como un precursor del sonido más maduro y variado que Jackson exploraría en discos como Off the Wall (1979) y Thriller (1982).

## Letras y análisis
La letra de Dapper-Dan es ligera y divertida, en comparación con las baladas más emotivas del álbum. El protagonista de la canción, "Dapper-Dan", es descrito como un hombre carismático y estiloso, un personaje que refleja el espíritu libre y la confianza juvenil. Aunque la canción se aleja de las temáticas profundas que Jackson abordaría en años posteriores, es un ejemplo de cómo incluso en sus primeras etapas, tenía la capacidad de contar historias a través de su música.

## Personal
- Michael Jackson – voz principal
- Leon Ware – productor, compositor
- T-Boy Ross – compositor
- James Anthony Carmichael – arreglos de cuerdas
- David T. Walker – guitarra líder
- Melvin "Wah Wah" Ragin – guitarra rítmica
- James Jamerson – bajo
- Earl Palmer – batería
- Joe Sample – piano eléctrico
- Gary Coleman – percusión adicional
- Coros no acreditados – posibles miembros del grupo The Jacksons.[11]

## En la cultura popular
Dapper-Dan no ha sido ampliamente usada en la cultura popular ni ha recibido el mismo nivel de atención que otros éxitos de Jackson. Sin embargo, su estilo funky y contagioso la ha convertido en un tema apreciado por los fanáticos más leales. En la actualidad, es vista como una pista que captura un momento clave en la evolución musical del artista.